# Victor Campenaerts
Victor Campenaerts (* 28. října 1991) je belgický profesionální silniční cyklista závodící za UCI WorldTeam Visma–Lease a Bike.

## Kariéra
V roce 2014 se zúčastnil mistrovství světa v silniční cyklistice. V září 2015 bylo oznámeno, že se Campenaerts před sezónou 2016 připojí k UCI WorldTeamu LottoNL–Jumbo.
16. dubna 2019 na velodromu v Aguascalientes v Mexiku Campenaerts pokořil hodinový rekord, když ujel 55,089 kilometrů. Předčil tak stávající rekord Bradleyho Wigginse, který 7. června 2015 ujel 54,526 kilometrů. Rekord tedy držel 3 roky, 10 měsíců a 9 dní. Stal se tak třetím belgických držitelem tohoto rekordu po Eddym Merckxovi, který byl držitelem v letech 1972 a 1984, a Ferdinandu Brackemu v roce 1967.
V říjnu 2021 Campenaerts podepsal tříletou smlouvu s týmem Lotto–Soudal od roku 2022.

## Hlavní výsledky
2013
Mistrovství Evropy
 vítěz časovky do 23 let
Národní šampionát
 vítěz časovky do 23 let
Mistrovství světa
8. místo časovka do 23 let
8. místo Antwerpse Havenpijl
2015
vítěz Duo Normand (s Jellem Wallaysem)
Tour de Wallonie
2. místo celkově
 vítěz soutěže mladých jezdců
Ster ZLM Toer
4. místo celkově
Národní šampionát
5. místo časovka
10. místo Boucles de la Mayenne
2016
Národní šampionát
 vítěz časovky
Mistrovství Evropy
 2. místo časovka
2017
Mistrovství Evropy
 vítěz časovky
Vuelta a Andalucía
vítěz 3. etapy (ITT)
Národní šampionát
2. místo časovka
Tour of Britain
4. místo celkově
5. místo Chrono des Nations
9. místo Brabantský šíp
10. místo Rund um Köln
2018
Mistrovství Evropy
 vítěz časovky
Národní šampionát
 vítěz časovky
Mistrovství světa
 3. místo časovka
2019
Hodinový rekord: 55,089 km
Tirreno–Adriatico
vítěz 7. etapy (ITT)
Kolem Belgie
2. místo celkově
vítěz 4. etapy
Národní šampionát
4. místo časovka
2020
Národní šampionát
2. místo časovka
Mistrovství Evropy
 3. místo časovka
Mistrovství světa
8. místo časovka
2021
Giro d'Italia
vítěz 15. etapy
Benelux Tour
3. místo celkově
Národní šampionát
3. místo časovka
Mistrovství Evropy
10. místo silniční závod
2022
vítěz Grote Prijs Jef Scherens
Tour de Wallonie
 vítěz vrchařské soutěže
Národní šampionát
3. místo časovka
3. místo Circuit Franco–Belge
4. místo Dwars door Vlaanderen
Kolem Belgie
5. místo celkově
5. místo Omloop Het Nieuwsblad
6. místo Le Samyn
2023
vítěz Druivenkoers Overijse
Tour de Luxembourg
vítěz 4. etapy (ITT)
6. místo Grote Prijs Jef Scherens
Tour de France
 cena bojovnosti po etapách 18, 19 a celková
2024
Tour de France
vítěz 18. etapy

### Výsledky na Grand Tours
| Grand Tour      | 2016 | 2017 | 2018 | 2019 | 2020 | 2021 | 2022 | 2023 | 2024 |
| --------------- | ---- | ---- | ---- | ---- | ---- | ---- | ---- | ---- | ---- |
| Giro d'Italia   | —    | DNF  | DNF  | 111  | 95   | DNF  | —    | —    | —    |
| Tour de France  | —    | —    | —    | —    | —    | DNF  | —    | 64   | 81   |
| Vuelta a España | 143  | —    | 102  | —    | —    | —    | —    | —    |      |

| —   | Nezúčastnil se |
| DNF | Nedokončil     |